# 富山市立神通碧小学校
富山市立神通碧小学校（とやましりつ じんづうみどりしょうがっこう）は富山県富山市にある公立小学校。

## 校名の由来
校名の『神通碧』は、約150通の応募から「神通」「碧」「緑」を複合した校名とし、近くの神通ダム湖や校区内の五百箇岩群（ゆついわむら）から産出される宝石の碧玉のように輝く児童が育ってほしいとの願いが込められている。

## 沿革
前史
- 2000年（平成12年）11月24日 - 細入村大沢野学校組合が2002年4月を目標に組合立の猪谷小学校を廃止し、楡原小学校に統合する基本方針を示す[5]。
- 2001年（平成13年）
  - 6月4日 - 細入村大沢野町学校組合の小学校統合問題協議会で、吉岡細入村長が「統合時期は平成十五年四月にお願いしたい」と述べ、教育関係の準備期間を1年間設けることを説明する[6]。
  - 10月12日 - 猪谷、楡原小学校の統合準備委員会が初会合を行う[6]。
- 2002年（平成14年）8月22日 - 校名が神通碧小学校に決定する[4]。約150通の応募を基に『神通』『碧』『緑』を複合した校名とした[7]。

開校後
- 2003年（平成15年）4月7日 - 細入村大沢野町学校組合立楡原小学校と細入村大沢野町学校組合立猪谷小学校が統合し、細入村大沢野町学校組合立神通碧小学校として開校。校舎は旧楡原小学校の校舎を使用[8]。
- 2005年（平成17年）4月 - 市町村合併に伴い、富山市立神通碧小学校に改称 [9]。

## 通学区域
東猪谷、舟渡、小糸、伏木、吉野、寺津、町長、布尻、今生津、芦生、西笹津、岩稲、割山、楡原、楡原１区、楡原高田、楡原3区、庵谷、片掛、猪谷、三井アパート、蟹寺、加賀沢
また、1963年に神岡町立茂住小学校谷分校が閉校して以来、岐阜県飛騨市の神岡町谷、神岡町中山の児童の就学委託を受け入れている。

## 進学先
- 富山市立楡原中学校‐併設校である

## 周辺
- 神通川
- 楡原駅